# Unidade de Apoio de Lisboa
A Unidade de Apoio de Lisboa (UAL) é uma unidade da Força Aérea Portuguesa, criada em 2014, em Lisboa. A unidade foi criada para ir de encontro com a necessidade de prestação de apoio logístico e administrativo às unidades, órgãos e serviços da área de Lisboa e aos militares adidos.